# Tanus
Tanus é uma comuna francesa na região administrativa de Occitânia, no departamento de Tarn. Estende-se por uma área de 19,07 km². Em 2010 a comuna tinha 550 habitantes (densidade: 28,8 hab./km²).